# 弱作用素位相
数学の関数解析学の分野における弱作用素位相（じゃくさようそいそう、英: weak operator topology; WOT）とは、ヒルベルト空間 H 上の有界作用素全体の成す集合上の位相で、各作用素 T を複素数 ⟨Tx, y⟩ に写す汎函数が任意のベクトル x, y ∈ H に関して連続となるようなものの中で最弱のものである。 
有界作用素のネット Ti ⊂ B(H) が WOT に関して T ∈ B(H) に収束するとは、H* 内の任意の y* および H 内の任意の x に対して、ネット y*(Tix) が y*(Tx) へと収束するときにいう。

## B(H) 上の他の位相との関係
WOT は、一般的なB(H) 上の位相の中では最も弱いものである。ここで B(H) はヒルベルト空間 H 上の有界作用素すべてからなる集合を表す。

### 強作用素位相
B(H) 上の強作用素位相（あるいは、SOT）は、各点収束の位相である。内積が連続関数であることから、SOT は WOT よりも強いことが分かる。次の例は、この包含関係が厳密なものであることを示すものである: H = ℓ 2(N) とし、片側シフト T の列 {Tn} を考える。コーシー-シュワルツを応用することにより、WOT において Tn → 0 となることが示される。しかし、明らかに Tn は SOT においては 0 には収束しない。
強作用素位相において連続であるような、ヒルベルト空間上の有界作用素からなる集合上の線型汎函数は、WOT においても連続である。このことから、WOT における作用素の凸集合の閉包は、SOT におけるそのような集合の閉包と等しいことが分かる。
偏極恒等式により、SOT においてネット Tα → 0 が成立するための必要十分条件は、WOT において Tα*Tα → 0 が成立することであることが分かる。

### 弱スター作用素位相
B(H) の前双対は、トレース級作用素の集合 C1(H) であり、それは弱スター作用素位相あるいは σ-弱位相と呼ばれる、B(H) 上の w*-位相を生成する。そのような弱作用素位相と σ-弱位相は、B(H) 内のノルム有界集合上で一致する。
WOT において、ネット {Tα} ⊂ B(H) が T へと収束するための必要十分条件は、Tr(TαF) がすべての有限ランク作用素 F に対して Tr(TF) へと収束することである。すべての有限ランク作用素はトレース級であるため、このことは WOT が σ-弱位相よりも弱いことを意味する。この主張がなぜ正しいのか理解するためには、すべての有限ランク作用素 F は有限和 F = ∑ λi uivi* であることを思い出す必要がある。すなわち、WOT において {Tα} が T へと収束するということは、Tr(TαF) = ∑ λi vi*(Tαui) が ∑ λi vi*(T ui) = Tr(TF) へと収束することを意味する。
わずかに拡張することで、弱作用素位相と σ-弱位相は B(H) 内のノルム有界集合上で一致するということを示すことが出来る: すべてのトレース級作用素は S = ∑ λi uivi* という形で表される。ここで正の数からなる級数 ∑λi は収束するものとする。supα ||Tα|| = k < ∞ および、WOT において Tα は T へと収束することを仮定する。すべてのトレース級 S に対して、Tr (TαS) = ∑λi vi*(Tαui) は∑ λi vi*(T ui) = Tr(TS) へと収束することが、例えば優収束定理が用いられることで、示される。
以上から、バナッハ-アラオグルの定理によって、すべてのノルム有界集合は WOT においてコンパクトであることが分かる。

## 他の性質
定義よりただちに、共役作用 T → T* は WOT において連続であることが分かる。
積（multiplication）は、WOT において共同で連続（jointly continuous）ではない: 再び、T を片側シフトとする。コーシー-シュワルツより、Tn および T*n のいずれも WOT において 0 に収束することが分かる。しかし、T*nTn はすべての n に対して恒等作用素である（有界集合上では WOT は σ-弱位相と一致するため、σ-弱位相においても積は共同で連続ではない）。
しかしながら、一つの弱い主張は成立する: 積は WOT においてそれぞれに連続（separately continuous）である。もし WOT においてネット Ti → T が成立するなら、STi → ST および TiS → TS が WOT において成立する。